# 昔亭
株式会社昔亭（せきてい）は富山県富山市に本社を置く日本の食品製造企業である。

## 概要
関連企業であるフルタフーズと共に、畜肉製品のOEMやますの寿司などの米飯食品も製造している。
また、道の駅氷見（ひみ番屋街）内に直売店『味の昔亭』が設けられている。

## 沿革
出典: 
- 1984年5月18日 - 株式会社昔亭設立。
- 2003年7月 - 道の駅氷見（海鮮館）に直売店を開設。2012年10月に現在のひみ番屋街に移設。
- 2022年10月31日 - 代表取締役がコロナ検査補助金詐欺にて全国初摘発[5]。